# Автодорога D1 (Хорватия)
Автодорога D1 (хорв. Državna cesta D1) — дорога государственного значения в Хорватии. Это автодорога, имеющая по одной полосе для движения в каждом направлении, простирается от населённого пункта Мацель у словенской границы через Крапину, Загреб, Карловац, Слунь, Грачац, Книн, Синь и заканчиваясь в Сплите. Общая длина трассы составляет 421,2.
До постройки автомагистралей А1 и А2 (в 2005 и 2007 годах соответственно) с двумя полосами для движения в каждом направлении, D1, вероятно, была самой оживлённой дорогой страны в летний период, поскольку она связывает север страны, включая Загреб, с туристическими курортами на Адриатическом море. С того времени интенсивность движения значительно уменьшилась, однако D1 остаётся актуальной альтернативой платным автодорогам.

## Описание трассы
К северу от Загреба D1 в основном идёт параллельно автомагистрали А2 до развязки Крапина. Она также идёт параллельно железнодорожным путями, а на отдельных участках — по холмистой местности.
Автодорога D1 частично совмещена с другими маршрутами: автомагистраль А2 между развязками Запрешич и Янкомир, автомагистраль A3 между развязками Янкомир и Лучко, автодорога D3 между развязкой Лучко автомагистрали A3 и Карловацем, автодорога Д6 в Карловаце, автодорога D33 в Книне и автодорога D219 в Сине.
Отдельные части D1 реконструированы и доведены до статуса скоростной дороги (brza cesta). В настоящее время таковыми считаются два участка D1, поскольку они состоят из двух проезжих частей и расширены до четырёх полос:
- городская скоростная дорога в Карловаце, между развязкой Карловац автомагистрали А1 Карловац[3] и Мостанье
- скоростная дорога в районе Сплита, между развязкой Дугополье автомагистрали A1[3] и кольцевой развязкой Билице в самом Сплите[4]

Северная часть D1 в Карловаце на самом деле имеет более низкую категорию, поскольку там есть несколько перекрёстков со светофорами, которые замедляют движение.
Дорога D1 как и все другие государственные дороги в Хорватии, управляется и обслуживается государственной компанией Hrvatske ceste.